# Volunteer (buque)
El Volunteer, actuaba bajo las órdenes de la Oficina del Intendente del Depósito, CSA, Natchez, Misisipi, para adquirir y transportar forraje, hasta que fue capturado el 25 de noviembre de 1863 frente a la isla de Natchez, Misisipi, por el teniente voluntario interino Pearce, al mando del USS Fort Hindman.
El Volunteer fue comprado por la Marina de Springfield, Ill., Tribunal de premios y se desempeñó como USS Volunteer hasta que se vendió en Mound City, Ill., 29 de noviembre de 1865.
- Datos: Q7875154